# USS Ward (DD-139)
O USS Ward era um contratorpedeiro da Classe Wickes da Marinha dos Estados Unidos que operou durante a Primeira Guerra Mundial e durante a Segunda Guerra Mundial. O Ward foi assim batizado em homenagem ao comandante James H. Ward, o primeiro oficial da Marinha dos Estados Unidos a ser morto em combate durante a Guerra de Secessão.
O Ward foi construído nos estaleiros Mare Island Navy Yard. Sob a pressão das necessidades urgentes de contratorpedeiros durante I Grande Guerra, a construção deste navio foi rapidamente impulsionada para uma rápida integração ao serviço, a 25 de Julho de 1918. No final do ano, o Ward seria designado para o Oceano Atlântico e ajudaria no suporte aos voos transatlânticos dos NC flying boats em Maio de 1919. Retornaria ao Oceano Pacífico alguns meses depois, aí permanecendo até ser retirado do serviço, em Julho de 1921. O casco tinha impresso o número DD-139, datado de Julho de 1920.